# August Reissmann
August Friedrich Wilhelm Reißmann (Frankenstein, Baixa Silèsia, 14 de novembre de 1825 - Berlín, Alemanya, 13 de juliol de 1903) fou un crític i compositor alemany.
Va rebre les primeres lliçons musicals a Mosewius, Breslau, d'on passà a Weimar (1850-52) i d'allà a Halle, el 1863, a Berlín i el 1880 a Leipzig.
Com a compositor se li deuen gran nombre de cants, peces de piano i música de cambra, dues escenes dramàtiques (Drusus i Lorelei), les òperes Gudrun i Die Bürgermeistererin von Schorndor, un oratori (Wittekind), etc.
Entre els seus molts escrits de crítica musical cal citar:
- Geschtchte des deutschen Liedes: (Kassel, 1861 i Berlín)
- Allgemeine Geschichte der Musik: (Múnic, 1863)
- Die Hausmusik: (Berlín, 1884)
- Die Oper: (Stuttgart, 1885)
- I biografies de Robert Schumann: (3.ª ed., Berlín, 1879)
- Mendelssohn-Bartholdy: (3.ª ed. Berlín, 1892)
- Franz Schubert: (1872)
- Joseph Haydn: (1879)
- Johann Sebastian Bach: (1881)
- Georg Friedrich Händel: (1881)
- Christoph Willibald Gluck: (1882)
- Carl Maria von Weber: (1882)
- Friedrich Lux: (Leipzig, 1888)

A més, va escriure, les obres preceptives Allgemeine Musiklehre (Berlín, 1864; 2.ª ed., 1874) i Lehrbuch der Komposition, (Berlín, 1866-70). Col·laborà en el Vocabulari de la Música, fundat per Mendel, havent publicat un compendi del mateix (Berlín, 1882). El 1883 va acabar el Gran Musikalisches Konversationslexikon, del que Mendel en redactà 7 volums, fins a la lletra M, sent acabat per Reissmann.